# Tonårspop
Tonårspop (eng. Teen pop), kallas popmusik som främst är riktad till en yngre publik, oftast tonåringar. Tonårspopen täcker genrer och stilar som "vanlig pop", rock, country, danspop, R&B, hiphop och "stadsmusik".

## Historia
Tonårsorinterad populärmusik hade blivit vanligt vid swingerans slut, under det sena 1940-talet, med Frank Sinatra som då var en tidig tonårsidol. Under 1960-talet fanns tonårspopidoler som Paul Anka, Fabian och Frankie Avalon. En ny våg av tonårspop skedde under 1980-talet, med artister som Debbie Gibson, Tiffany och New Kids on the Block, och låg på topplistorna i Nordamerika tills grunge slog igenom kring 1991-1992. Tonårspopen var dock fortsatt populär i Storbritannien med pojkband som Take That, fram tills Britpopvågen kring 1995-1996, precis som grunge redan gjort i Nordamerika .
1996 släppte tjejgruppen Spice Girls sin singel "Wannabe", som gjorde dem till stora popstjärnor i Storbritannien, liksom i USA följande år. I deras kölvatten steg under andra halvan av 1990-talet en ny våg av tonårspop fram, med artister och grupper som Hanson, Backstreet Boys, 'N Sync och All Saints . Kring 1998-1999 slog artister som Christina Aguilera, Britney Spears och Jessica Simpson igenom, en utveckling som Allmusic kallade "pop-Lolita"-trenden, och jämförde dem med Madonna,  och framgångsrika tonårspop tonårs-R&B-sångare som Brandy, Aaliyah och Monica blev också populära, och kallades "heliga treenighetsläran om R&B-stjärnor" av MTV.com .
Enligt Gayle Wald berodde bakslagen för det sena 1990-talets tonårspop på: 1) mättnad på marknadsföring av tonårspop under åren 2000 och 2001, 2) allmänhetens attityd till tonårspop att vara alltför "ytlig" och främst producerad genom stora bolag, 3) Människorna som var före och i tonåren under åren kring 1997-1999 blev äldre och unga vuxna (och medföljande förändringar i musikintresset), och 4) Unga vuxna män klassade musiken, framför allt pojkbanden, som "feminin"  1990-talets tonårspopartister gjorde ett uppehåll och drog sig alltmer tillbaka ('N Sync, Britney Spears) eller ändrade musikinriktningen (Backstreet Boys). 2005 nådde tonåriga sångerskor som Rihanna och Chris Brown framgångar, och en ny våg av tonårsorienterad popmusik.  En annan populär popgrupp bland tonåringar under samma tid var Tokio Hotel .
I Sverige och Norge nådde i början av 1980-talet svenska popgrupper som Freestyle, Gyllene Tider och Noice stora framgångar. Flertalet av fansen var tonåringar. Musiken kallades ofta tonårspop, och innehöll främst lättsama texter om tonårskärlek, kända sådana låtar är bland annat Gyllene Tiders När vi två blir en och Freestyles Vill ha dej och Fantasi.

### Fotnoter
1. 1 2 3 4 5 6  All Music Staff. "Teen Pop". Allmusic. läst 26 oktober 2007.
2. ↑  ”Arkiverade kopian”. Arkiverad från originalet den 24 september 2008. https://web.archive.org/web/20080924144807/http://www.mtv.com/news/articles/1488121/20040602/brandy.jhtml. Läst 16 oktober 2008.
3. ↑  Wald, Gayle. "'I Want It That Way': Teenybopper Music and the Girling of Boy Bands" Arkiverad 10 augusti 2002 hämtat från the Wayback Machine..  läst 27 januari 2008.
4. ↑  http://rateyourmusic.com/artist/tokio_hotel